# International Speedway
International Speedway è un videogioco di corse motociclistiche su circuiti speedway pubblicato alla fine del 1988 per Amstrad CPC, Commodore 64 e ZX Spectrum dall'etichetta a basso costo Silverbird. Fu generalmente poco apprezzato dalla critica, anche in proporzione alla categoria economica.

## Modalità di gioco
Il gioco è solo per un giocatore, che deve affrontare una serie di gare e in base ai piazzamenti può avanzare dalla lega nazionale a quella continentale e infine al campionato mondiale, a tre possibili livelli di difficoltà generale.
Ogni gara avviene sempre in un circuito ovale percorso in senso antiorario, mostrato in prospettiva tridimensionale, con il proprio motociclista inquadrato da dietro. Nella parte inferiore dello schermo si trova una minimappa dell'intero circuito e alcuni indicatori di stato. Si gareggia sempre contro tre avversari controllati dal computer e un eventuale scontro con una moto avversaria o con il bordo pista causa solo un rallentamento, senza il rischio di cadute.
I controlli consistono semplicemente nello sterzo e nell'accelerazione, inoltre una sola volta per gara è possibile attivare il turbo per avere temporaneamente velocità extra.